# Magyarosaurus
Magyarosaurus ("Maďarský ještěr") byl relativně malý sauropodní dinosaurus, který dosahoval v dospělosti délky jen kolem 5 až 6 metrů (a patří tak mezi vůbec nejmenší sauropodní dinosaury). Žil v období pozdní křídy na území dnešního západního Rumunska (oblast Hunedoara). 

## Objev a výzkum
Původně byl tento sauropod popsán již roku 1915 baronem Franzem Nopcsou jako Titanosaurus dacus, jeho jméno bylo pak změněno Friedrichem von Huenem až v roce 1932. Rodové jméno vyplývá z geografického rozložení lokality, které se rozkládá na území Maďarska i Rumunska, jehož dávní obyvatelé se nazývali Dákové.

## Růst a velikost
Někteří paleontologové nedávno přicházeli s tvrzením, že v případě magyarosaura nejde o sauropodního trpaslíka, nýbrž o mláďata normálně vzrostlého sauropoda. Histologický výzkum z roku 2010 však znovu potvrdil, že se skutečně jedná o případ ostrovního nanismu a magyarosaurus tedy skutečně byl dinosauřím "trpaslíkem". Patřil tak k unikátní fauně "trpasličích dinosaurů" z ostrova Haţeg. Při délce 6 metrů vážil tento sauropod asi 750 nebo 1000 kilogramů. Ačkoliv tedy byli "trpasličími" sauropody, v dnešním světě by patřili naopak k největším suchozemským živočichům.
Podle vědecké studie, publikované v září roku 2020, činila hmotnost tohoto dinosaura asi 717 až 746 kilogramů.

## V populární kultuře
Magyarosaurus se krátce objevuje také v jednom díle pseudo-dokumentu Dinosaur Planet z roku 2003 (v orig. Pod's Travels).

### Česká literatura
- SOCHA, Vladimír (2020). Pravěcí vládci Evropy. Kazda, Brno. ISBN 978-80-88316-75-6. (str. 69-71)